# KD (기업)
KD는 금형 생산과 건설업을 영위하는 코스닥 상장 기업이다. 1974년에 설립되었으며 2000년에 코스닥 시장에 등록되었다.

## 사업
케이디건설은 1980년 국내 최초로 금형(몰드베이스) 국산화에 성공한 기업이다. 2017년 12월 14일, 케이디건설은 알티전자 주식회사의 주식 1620만주를 81억원에 취득한다고 공시했다. 회사는 사업영역 다각화 및 연계사업부문 강화를 위해 주식을 취득한다고 설명했다.
한때 매출구성은 건설 67%, 몰드베이스 33% 가량이었으나 현재 매출구성은 건설 48.28%, 통신부품 29.63%, 몰드베이스 11.73%, 의류 10.37% 등으로 구성되어 있다.
또한 케이디건설은 최근 국내외 관광 수요 증가로 인해 맞춤형 호텔의 필요성이 높아짐에 따라 2014년부터 호텔업 진출을 준비해왔다. 회사는 이번 수원 케이디관광호텔을 시작으로 전국 대도시 역세권과 공항 등 유동인구가 많은 지역을 중심으로 캡슐호텔을 추가 개발할 계획이다. 캡슐호텔이란 취침과 TV 시청 등 1인을 위한 최소한의 공간만을 제공하는 저렴한 호텔로 국내에는 다소 생소한 사업이지만 현재 일본에서는 공항과 역세권을 중심으로 성업하고 있다.

## 인수, 합병
케이디건설은 종속회사 데니스가 재영실업과 재영어패럴을 흡수합병하기로 결정했다고 2018년 8월 30일 공시했다. 이번 합병은 패션회사 통합운영을 통한 시너지 효과 극대화가 목적이다. 데니스는 전국 70여개의 직영 및 대리점을 운영하고 있는 회사다. 케이디건설은 이번 인수 등을 통해 패션사업을 더욱 확장시켜 나가겠다는 계획이고 건설·부동산에서 전기·전자, 의류·패션, 유통사업 등까지 영역을 넓혀 중견그룹 성장을 위한 잠재 역량을 더욱 강화해 나간다는 계획을 세우고 있다.

## 브랜드
- 아람채
- KDU프라자

## 종속기업
KD엠텍(주)

## 동전주 테마
케이디건설은 2015년 6월 상한가 및 하한가 제한이 30%로 확대된 이후 생겨난 소위 동전주 테마 중 하나로, 7월에 급등한 일이 있다. 케이디건설과 함께 동전주 테마주로 분류되는 동전주에는 현재 많이 있다. 이러한 동전주 테마가 형성된 배경으로 가격제한폭 확대 이후 거래량이 적은 우선주들이 급등하여 수혜를 입은 이후 그 상승세가 동전주로 옮겨간 것이다.

## 같이 보기
- 동전주
- 동전주 테마
- 테마주

## 참고 문헌
1. ↑  “KD건설, 알티전자 인수…총 인수대금 162억”. 머니투데이. 2017년 12월 14일. 2018년 11월 7일에 확인함.
2. ↑  “KD건설, `한국형 캡슐호텔`로 틈새시장 연다”. 매일경제. 2016년 11월 17일. 2018년 11월 7일에 확인함.
3. ↑  “KD건설, 골프웨어 브랜드 '데니스' 인수…"패션사업 확대"”. 이데일리. 2018년 9월 13일. 2018년 11월 7일에 확인함.

- 와이즈에프엔